# The 500 Greatest Albums of All Time
"The 500 Greatest Albums of All Time" är huvudartikeln i ett specialnummer av musiktidningen Rolling Stone som publicerades i november 2003. Artikeln består av en "lista över de 500 bästa albumen genom tiderna" och baserades på en omröstning där 273 musiker, kritiker och branschfolk deltog.
Listan gavs även ut i bokform 2005 med en introduktion skriven av Steven Van Zandt. Denna lista var något annorlunda där album som Aquemini av Outkast hade lagts till. Ordningen hade också ändrats något, Chuck Berrys The Great Twenty-Eight återfanns på en lägre placering.

## Statistik

### Top 20-album
1. Sgt. Pepper's Lonely Hearts Club Band (The Beatles)
2. Pet Sounds (The Beach Boys)
3. Revolver (The Beatles)
4. Highway 61 Revisited (Bob Dylan)
5. Rubber Soul (The Beatles)
6. What's Going On (Marvin Gaye)
7. Exile on Main St. (The Rolling Stones)
8. London Calling (The Clash)
9. Blonde on Blonde (Bob Dylan)
10. The Beatles (The Beatles)
11. The Sun Sessions (Elvis Presley)
12. Kind of Blue (Miles Davis)
13. The Velvet Underground and Nico (The Velvet Underground)
14. Abbey Road (The Beatles)
15. Are You Experienced (The Jimi Hendrix Experience)
16. Blood on the Tracks (Bob Dylan)
17. Nevermind (Nirvana)
18. Born to Run (Bruce Springsteen)
19. Astral Weeks (Van Morrison)
20. Thriller (Michael Jackson)

### Artister med flest album på listan
- The Beatles – 11 (varav 4 på top 10)
- Bob Dylan – 10 (varav 2 på top 10)
- The Rolling Stones – 10 (varav 1 på top 10)
- Bruce Springsteen – 8
- The Who – 7
- David Bowie och Elton John – 6
- The Byrds, Led Zeppelin, Neil Young, Otis Redding och U2 – 5
- Elvis Costello, Grateful Dead, Bob Marley, Prince, Pink Floyd, The Police, The Smiths, Stevie Wonder, Talking Heads och The Velvet Underground – 4
- Elvis Presley, Creedence Clearwater Revival, Michael Jackson, Radiohead, Nick Drake , Madonna, Nirvana, Cream, The Doors, Jimi Hendrix, Big Star, Marvin Gaye, The Clash, The Kinks, Eminem, Steely Dan, The Stooges, The Beach Boys och Black Sabbath – 3

### Antal album från varje årtionde
- 1950-talet eller tidigare - 29 album (5,8 procent)
- 1960-talet - 126 (25,2 procent)
- 1970-talet - 183 (36,6 procent)
- 1980-talet - 88 (17,6 procent)
- 1990-talet - 61 (12,2 procent)
- 2000-talet - 13 (2,6 procent)